# Cryphia contristans
Cryphia contristans là một loài bướm đêm trong họ Noctuidae.